# Sridadi (Sirampog)
Sridadi is een bestuurslaag in het regentschap Brebes van de provincie Midden-Java, Indonesië. Sridadi telt 6994 inwoners (volkstelling 2010).